# Geborgtes Glück
Geborgtes Glück ist ein US-amerikanisches Filmdrama aus dem Jahr 1952 von Gottfried Reinhardt mit Van Johnson und Dorothy McGuire in den Hauptrollen. Der Film wurde von Metro-Goldwyn-Mayer produziert und basiert auf der Kurzgeschichte R.S.V.P. von Jerome Weidman.

## Handlung
Die kränkliche Ellen Pierce gibt ihrem Mann Dan, einem Architekten, zum Abschied einen Kuss, als er ihr Haus in Connecticut verlässt und ins Büro geht. Ellen, die von ihrem millionenschweren Vater Simon Bowker verehrt und verwöhnt wird, fährt zu seinem Anwesen auf Long Island. Dort erzählt sie Bowker und seinem Freund Dr. Pritchard, der auch ihr Arzt ist, dass sie kürzlich ohnmächtig geworden sei, weil sie Atemnot hatte. Pritchard sagt, dass es vielleicht eine neue Behandlungsmethode gibt, die helfen könnte, und Ellen geht in der Hoffnung, dass sie bald ein normales Leben mit Dan führen kann. Auf dem Heimweg macht Ellen am Cottage des Familienfreundes Dr. Redwick Halt, mit dessen Tochter Maud sie einst eng befreundet war. Maud ist verbittert über Ellens Ehe mit Dan, in den sie verliebt ist, und sagt Ellen, dass das Jahr, in dem sie ihn „ausgeliehen“ hatte, fast vorbei sei. Ellen empfindet mehr Mitleid als Wut auf Maud und geht. Als Ellen spät nach Hause kommt, ist Dan außer sich und tadelt sie, weil sie ihm Sorgen bereitet hat. In dieser Nacht schweifen Ellens Gedanken zurück ins Jahr davor.
Auf einer Party auf dem Anwesen unterhält sich Ellen mit ihren Kindheitsfreunden Maud und Dan. Während die anderen Tennis spielen und schwimmen, legt sich Ellen, die als Kind an rheumatischem Fieber litt, zur Ruhe. Als ihr Vater sie aufsucht, sagt sie ihm, er solle sich keine Sorgen um sie machen, weil sie sich damit abgefunden habe, unscheinbar zu sein und eine alte Jungfer zu bleiben. Ein paar Tage später begegnet sie in Bowkers Büro Dan, der gerade geht. Sie bietet ihm an, ihn nach Long Island mitzunehmen, und während der Fahrt küsst er sie plötzlich. Sie treffen sich häufiger, und Dan sagt ihr, dass er das Gefühl hat, sie nie wirklich gekannt zu haben. Eines Abends kommt er unerwartet zu ihr nach Hause und macht ihr einen Heiratsantrag. Sie ist überrascht, da sie dachte, er liebe Maud, aber er versichert ihr, dass dies nie der Fall war. Ellen gibt keine Antwort, aber später, mit der Ermutigung ihres Vaters, beschließt sie, den Antrag anzunehmen, und weint vor Glück, dass sie endlich jemand liebt. Bei der Hochzeit taucht eine betrunkene Maud zu spät auf und erzählt Ellen, dass sie Dan nur für ein Jahr ausgeliehen hat. Dan und Ellen begeben sich auf eine europäische Hochzeitsreise, und einige Wochen später, als sie in der Schweiz anhalten, um ihr Auto zu reparieren, denkt Dan fälschlicherweise, Ellen sei über eine Klippe gestürzt, und gerät in Panik. Als er sie einige Sekunden später findet, drückt er sie an sich und sagt, er habe Angst gehabt, sie verloren zu haben. Einige Tage später bringt er den bekannten europäischen Arzt Dr. Fromm zu Ellen und sagt ihr, dass er sie mehr liebt, als er je für möglich gehalten hätte.
Am Tag nach Ellens Träumerei ist sie verblüfft, als sie eine Einladung zu einem Bankett des medizinischen Instituts von Dr. Toynberry erhält, einen Spezialisten für Mitralklappen. Neugierig ruft Ellen im Institut an und erfährt, dass die Einladung auf Wunsch von Maud verschickt wurde, deren Vater Vizepräsident ist. Ellen wird misstrauisch und schaut in ein medizinisches Wörterbuch und findet heraus, dass Mitralklappenfehler bei jungen Erwachsenen normalerweise tödlich sind. Jetzt erkennt Ellen, dass alles in ihrem idyllischen letzten Jahr ein Geschenk ihres Vaters war. Sie ruft ihn an und sagt hysterisch, dass sie sterben möchte, dankt ihm aber für das schöne Jahr. Als Dan am Abend nach Hause kommt, begrüßt ihn Ellen kühl. Bowker ruft an, um ihm zu sagen, dass Ellen ihre Abmachung entlarvt hat. Er ist auf dem Weg zu ihrem Haus und bittet Dan, Ellen davon zu überzeugen, dass sie sich irrt. Nach dem Telefonat ist Dan verzweifelt, besonders als er die Einladung auf dem Schreibtisch sieht. Er geht zu Ellen und sagt, dass Toynberry einige Erfolge mit Mitralklappenoperationen hatte, aber man habe ihr die Neuigkeiten vorenthalten, damit sie sich keine Hoffnungen machen sollte. Dann gesteht er alles und bittet sie, sich seine Geschichte anzuhören.
Dan wird in Bowkers Büro gerufen und ihm wird mitgeteilt, dass Ellen nur noch ein Jahr zu leben hat, aber nichts davon weiß. Dan, der Ellen immer gemocht hat, ist traurig, aber auch schockiert, als Bowker vermutet, dass Ellen schon immer heimlich in ihn verliebt war, und vorschlägt, dass sie heiraten. Obwohl Bowker Dan anbietet, ihm beruflich zu helfen, lehnt Dan ab. Als sie die Bürotür öffnen, sind sie überrascht, Ellen zu sehen. In den kommenden Wochen hat Dan Schwierigkeiten, neue Jobs zu finden und verlässt Maud. Eines Nachts geht sie zu ihm nach Hause und sagt ihm, dass sie weggeht, weil er sie nicht liebt und sie hofft, dass er sich selbst finden kann. Als sie geht, erwähnt sie, dass Ellen nicht mehr lange zu leben hat, bittet ihn aber, es niemandem zu erzählen, da Ellen es nicht weiß. Am Ende seiner Geschichte erzählt Dan Ellen, dass er in dieser Nacht beschlossen hat, sie zu heiraten. Obwohl er nicht weiß, wann er sich in sie verliebt hat, erinnert er sie an das, was in der Schweiz passiert ist, und erzählt ihr von seinem Treffen mit Dr. Fromm. Fromm erkennt, wie sehr Dan Ellen liebt und erzählt ihm von Toynberry, der eine Klinik in Baltimore hat.
Dan erzählt, was am Vortag auf dem Weg zur Klinik passiert ist. In der Penn Station trifft Dan Maud und erzählt ihr von Toynberry. Maud sagt, sie wisse, dass Bowkers Geld ihn dazu gebracht habe, Ellen zu heiraten, und habe nur vor, ein Jahr auf ihn zu warten. Dan gibt wütend zu, dass er Ellen nicht wirklich geliebt habe, als sie heirateten, sie jetzt aber verzweifelt liebe und Maud töten würde, wenn sie Ellen die Wahrheit sagen würde. Dan beendet seine Geschichte, indem er Ellen anfleht, ihren Termin mit Toynberry einzuhalten, und geht nach oben. Als Bowker kommt, um Ellen zu trösten, erzählt sie ihm, wie verzweifelt sie war, als sich an diesem Nachmittag alles abspielte. Das Geräusch eines Autos, das die Einfahrt verlässt, veranlasst Ellen, hinauszurennen und nach Dan zu schreien, aber es ist nur ihr Gärtner. Als sie nun erkennt, dass sie und Dan sich wirklich lieben, geht sie zu ihm und sagt, sie habe keine Angst zu sterben, wenn die Operation fehlschlägt, weil ihre gemeinsame Zeit ihrem Leben einen Sinn gegeben habe. Nachdem sie sich geküsst haben, fragt sie, wann sie wissen werden, ob die Operation erfolgreich war, und Dan sagt, im Frühjahr. Monate später, an einem warmen Frühlingstag, gibt Ellen Dan glücklich einen Abschiedskuss, als er ins Büro geht.

## Hintergrund
Gedreht wurde der Film von Ende August bis Mitte Oktober 1951 in den MGM-Studios in Culver City.
Der Film war das Regiedebüt des Drehbuchautors und Produzenten Gottfried Reinhardt, Sohn des berühmten Theaterregisseurs Max Reinhardt.
Cedric Gibbons und Urie McCleary oblag die künstlerische Leitung. F. Keogh Gleason und Edwin B. Willis waren für das Szenenbild zuständig, Helen Rose für die Kostüme, William Tuttle für das Maskenbild. Verantwortlicher Toningenieur war Douglas Shearer. A. Arnold Gillespie und Warren Newcombe schufen die Spezialeffekte.

## Musik
Das Orchester wurde von Robert Franklyn, Wally Heglin und Pete Rugolo geleitet und von Johnny Green dirigiert. Zum Ensemble gehörten u. a. Jack Marshall an der Gitarre. Uan Rasey mit der Trompete, Milt Raskin am Klavier und Si Zentner mit der Posaune.

## Synchronisation
| Rolle         | Schauspieler    | Deutscher Synchronsprecher |
| ------------- | --------------- | -------------------------- |
| Dan Pierce    | Van Johnson     | Klaus Schwarzkopf          |
| Ellen Pierce  | Dorothy McGuire | Tilly Lauenstein           |
| Maud Redwick  | Ruth Roman      | Edith Schneider            |
| Simon Bowker  | Louis Calhern   | Siegfried Schürenberg      |
| Dr. Pritchard | Ray Collins     | Walter Werner              |
| Agnes         | Lisa Golm       | Ursula Krieg               |
| Mr. Redwick   | Alex Gerry      | Martin Rosen               |
| Postbote      | Edward Clark    | Eduard Wandrey             |

Anmerkung: Die kursiv geschriebenen Namen sind Rollen und Darsteller, die nicht im Abspann erwähnt wurden.

## Veröffentlichung
Die Premiere des Films fand am 28. Januar 1952 in New York statt. In der Bundesrepublik Deutschland kam er am 31. Oktober 1952 in die Kinos, in Österreich im Januar 1953.

## Kritiken
Der Filmkritiken-Aggregator Rotten Tomatoes hat in einer Auswertung ein Publikumsergebnis von 57 Prozent positiver Bewertungen ermittelt.
Bosley Crowther von der The New York Times befand, Van Johnson spiele die wenig schmeichelhafte Rolle des Ehemanns mit lächelnder Offenheit, Louis Calhern schleiche sich unbehaglich als alter Herr umher. Ruth Roman, als Rivalin um Mr. Johnsons Liebe, tue alles außer zu rasseln und zu zischen. Michael Tschechow löse in einer Szene als Herzspezialist beinahe einen komischen Erdrutsch aus. Wie auch immer, mit einem Drehbuch von Paul Osborn und unter der Regie von Gottfried Reinhardt machen sie daraus eine ernüchternde Demonstration und man wisse einfach, dass man bewegt nach Hause gehen werde.
Moira Walsh schrieb im America Magazine, die konkreten Voraussetzungen des Films seien eher absurd als gewagt. Bei der Ausarbeitung einer scheinbar hoffnungslosen Situation zu einem glücklichen Ende fließe der Schmalz in Strömen. Die Besetzung, insbesondere Dorothy McGuire, sei viel authentischer als die Geschichte, der Film könne sentimentale Erwachsene ansprechen.
Das Lexikon des internationalen Films schrieb: „Routiniert, aber übertrieben melodramatisch inszenierter Film, der nur einen wirklichen Vorzug aufweist: die großartig spielende Dorothy McGuire.“
Die Filmzeitschrift Cinema fand den Film anrührend.